# Eli Gal (prefecte)
Eli Gal (en llatí: Caius Aelius Gallus) va ser un magistrat romà amic d'Estrabó el geògraf, i se l'ha identificat amb l'Eli Gal que cita amb freqüència Galè, perquè els seus remeis s'haurien utilitzat amb èxit durant la seva expedició aràbiga. Formava part de la gens Èlia, una gens romana d'origen plebeu.
Era prefecte d'Egipte (25–24 aC) sota el govern d'August i poc després del govern en aquesta província de Gai Corneli Gal. En el seu govern es va fer una coneguda expedició a Aràbia organitzada per ordre d'August, per concertar tractats d'amistat amb els pobles de la zona o per sotmetre’ls si s'oposaven.
L'expedició va sortir de Cleopatris (l'antiga Arsinoe) i als 15 dies va arribar a Leuce Come (Λευκὴ κώμη), encara al país dels nabateus on van haver de passar l'estiu i l'hivern per una epidèmia. A la primavera següent van passar pel territori d'Aretes, un vassall o aliat d'Obodas, el rei dels nabateus a l'època, país que van creuar a camell en 30 dies. El primer guia de l'expedició va ser el romà Sil·leu (Syllaeus), que, deliberadament mal aconsellat, més aviat obstaculitzava l'avanç. Estrabó dona un relat de l'expedició. La calor i la manca d'aigua potable va provocar una malaltia desconeguda entre la tropa i bona part de l'exèrcit va quedar aniquilat i els àrabs no solament els van rebutjar sinó que encara es van apoderar d'algunes zones que els romans controlaven fins llavors.
Van arribar a un país anomenat Ararena (Ἀραρηνή), governat pel xeic Sabus. Aquest país el van creuar en 50 dies, ja que no tenien guia, i van arribar a la ciutat d'Agrani (Ἀγρανοί), cap d'un país pacífic i comerciant que van creuar amb 6 dies i van arribar a un riu on van lliurar una batalla en la qual van matar deu mil àrabs i només van perdre dos homes, conquerint la ciutat d'Asca (Ἄσκα) i després la d'Athrulla (Ἄθρουλλα), i entrant al país dels marsyabae (marsiabes, la capital es deia igual) i dels rhamanitae (ramanites) governat per Ilasarus. D'allí es van haver de retirar per manca d'aigua retornant per una ruta més curta cap a Anagrama, on van arribar en 9 dies, i després a un lloc anomenat Set Pous (Ἑπτὰ φρέατα), on van arribar en 11 dies, seguint cap a Chaalla (Χάαλλα) i Malotha (Μαλόθα), aquesta a la riba d'un riu, i després a un desert i a Nera o Negra Come (Νερὰ κώμη), a la vora del mar, al país d'Obodas, rei nabateu.
Gal va utilitzar sis mesos en l'expedició degut a la traïció del seu guia, mentre que va efectuar la retirada en només seixanta dies. A Nera van embarcar cap a Myos Hormus (Μυὸς ὅρμος) on van arribar als 11 dies.
Plini més breument diu que Gal va destruir ciutats com Negra, Amnestrum, Nesca, Magusa, Tammacum, Labecia, Mariaba i Caripeta, el punt més llunyà.